# 蘇珊娜·布朗特
蘇珊娜·布朗特（英語：Susanna Blunt）是加拿大的畫像藝術家。在2003年開始，她負責設計皇家加拿大鑄幣廠硬幣圖案上的伊麗莎白二世肖像。